# 拉瓦莱特 (埃罗省)
拉瓦莱特（法語：Lavalette，法語發音：[lavalɛt] ⓘ）是法国埃罗省的一个市镇，属于洛代沃区。

## 地理
拉瓦莱特（43°41'30"N, 3°16'22"E）面积8.54 平方千米，位于法国奧克西塔尼大區埃罗省，该省份为法国南部沿海省份，南濒地中海，西南接奥德省，西北接塔恩省和阿韦龙省，东北与加尔省接壤。
与拉瓦莱特接壤的市镇（或旧市镇、城区）包括：洛代沃、奥克通、奥尔梅和维勒坎、勒皮埃克。

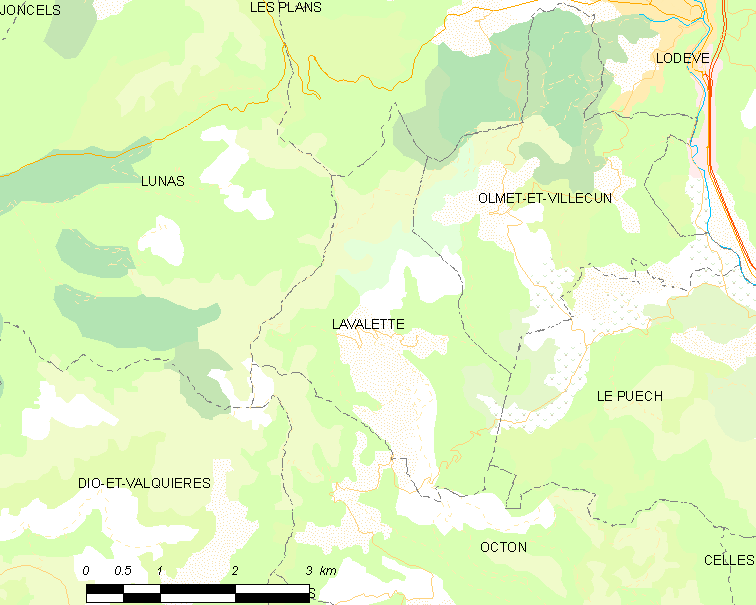
的OSM定位图

拉瓦莱特的时区为UTC+01:00、UTC+02:00（夏令时）。

## 行政
拉瓦莱特的邮政编码为34700，INSEE市镇编码为34133。

## 政治
拉瓦莱特所属的省级选区为洛代沃县。

## 人口

1962-2008年间人口变化图示

拉瓦莱特于2022年1月1日时的人口数量为55人。